# Betastrålning
Betastrålning eller β-strålning är en typ av joniserande strålning bestående av betapartiklar, det vill säga, elektroner och/eller positroner, som uppstår vid radioaktivt betasönderfall. Det är en form av partikelstrålning. Eftersom elektronerna har elektrisk laddning växelverkar de med andra laddade partiklar via elektromagnetisk växelverkan, vilket gör dem lätta att stoppa. 

## β-sönderfall
Huvudartikel: betasönderfall
β−-sönderfall sker när en neutron i en atomkärna sönderfaller till en proton, en elektron, och en antielektron-neutrino, 
{\displaystyle {\mbox{n}}\rightarrow {\mbox{p}}+{\mbox{e}}^{-}+{\bar {\nu }}_{e}.}
Elektronen som sänds ut utgör β-strålning.
Det betydligt ovanligare β+-sönderfallet sker genom att en proton i atomkärnan omvandlas till en neutron, en positron, och en elektron-neutrino, 
{\displaystyle {\mbox{p}}\rightarrow {\mbox{n}}+{\mbox{e}}^{+}+\nu _{e}.}
Det ger betastrålning i form av positroner.

## Faror
Betapartiklar med en energi på 2 MeV har en räckvidd på ungefär en centimeter i vävnad och 10 meter i luft. Betapartiklar i stor mängd kan orsaka cancer eller vara dödligt. Betastrålning kan enkelt skärmas med plåt eller glasrutor, men för gammastrålningen som bildas i samband med betasönderfall behövs det tyngre avskärmning.
Betapartiklar i kontrollerad form används inom sjukvård, bland annat för att behandla vissa cancerformer.